# فن الفتاة السيئة
فن الفتاة السيئة (بالإنجليزية: Bad girl art)‏ هو نوع كتابة هزلية لشخصية خارقة ذات شخصية قوية. بطلتها مخالفة للعرف، تفتقر لصفات الأبطال. ظهر هذا الاتجاه خلال التسعينيات. الفتيات سيئة دائما تكون وقحة وعنيفة، ولها مظهر خارجي مبالغ فيه، وخاصة الثدي والأرداف.

## التاريخ
صيغ مصطلح فن الفتاة السيئة في 1990 كرد فعل مُعاكس لحركة الفتاة الجيدة التي بدأت في الأربعينيات من القرن الماضي، التي اعتادت الإشارة إلى الحسناء اللعوب التي بدأت في عام 1993. اشتق فن الفتاة السيئة من أنماط بصرية مُبالغ فيها من الذكور والإناث، واستخدم لأول مرة في أواخر عقد الثمانينات من قبل الفنانين مثل روب ليفيلد وجيم لي. وكان أوائل ما كتب في هذا الاتجاه فامبيريلا، التي أنشأها الناشر جيمس وارن في عام 1969، وإليكترا، التي ألفها فرانك ميلر في عام 1981 ونشرتها شركة مارفل كومكس.

## شخصية الفتاة السيئة
تميل هذه الفتاة إلى أن تكون قوية وعنيفة؛ قوية مثل أي شخصية من الذكور. ترتدي ملابس تكشف جسدها، وغالبا ما تبدو مثل الملابس الداخلية المُثيرة. تمتلك قوة خارقة للطبيعة ومُنحلة أخلاقيًا ولها بنية جسدية قوية. ولا تندم على قتل أعدائها.

## الشخصيات البارزة «للفتاة سيئة»
وفيما يلي بعض الأمثلة على نوع «الفتاة السيئة» الموجودة حاليا في سوق الكتاب الهزلية:
- أنجيلا ألفها نيل غيمان في عام 1993.
- سيف الساحرة ألفها مايكل تيرنر في عام 1995.
- شي ألفها بيلي توتشي في عام 1993.
- سيدة الموت ألفها الكاتب بريان بوليدو والفنان ستيفن هيوز في عام 1992.
- Glory and أفينجيلينألفها روب ليفيلد في عامي 1993 و 1995.[1][2]
- Barb Wire
- BloodRayne
- Darkchylde
- Dogwitch
- إلكترا
- سبر الغور
- ليدي روهايد
- ماجدالينا
- باندورا
- Purgatori
- رامبا
- Red Monika (de Battle Chasers)
- Tarot, bruja de "the Black Rose"
- فامبيريلا.
- المحارب الراهبة أريالا.
- فتاة خطيرة.